# Antonio Ligabue
Antonio Ligabue, pseudonyme d’Antonio Laccabue, né à Zurich le 18 décembre 1899 et mort à Gualtieri le 27 mai 1965 est un peintre, graveur et sculpteur italien.
Son œuvre est représentative d'un art naïf influencé par le Douanier Rousseau.

## Biographie
Antonio Ligabue nait à Zurich, en Suisse, le 18 décembre 1899 de Maria Elisabetta Costa, originaire de Cencenighe Agordino (province de Belluno, Italie). Le 18 janvier 1901, celle-ci épouse Bonfiglio Laccabue, qui reconnait l'enfant en lui donnant son nom de famille. Antonio, cependant, préférera toujours être appelé « Ligabue » (vraisemblablement en raison de la haine qu'il entretenait envers Bonfiglio, qu'il considérait comme responsable de la mort de sa mère Elisabetta, décédée tragiquement en 1913 avec trois frères à la suite d'une intoxication alimentaire). En septembre 1900, il est confié à Johannes Valentin Göbel et Elise Hanselmann, un couple de suisses allemands sans enfants, que l'artiste considérera toujours comme ses propres parents.
En raison des difficultés économiques, sa famille adoptive est contrainte de déménager fréquemment. Le jeune Antonio souffre de rachitisme et d'un goitre, qui entraînent une altération de son développement physique et mental. Son caractère difficile et ses difficultés scolaires l'obligent à changer plusieurs fois d'école : d'abord à Saint-Gall, puis à Tablat et enfin à Marbach. Il est expulsé de ce dernier institut après seulement deux ans, en mai 1915. Ligabue y a toutefois appris à lire avec une certaine rapidité, et bien que mauvais en mathématiques et en orthographe, y a trouvé un soulagement constant dans le dessin. De retour dans sa famille adoptive, il déménage à Staad, où il mène une vie plutôt erratique, travaillant occasionnellement comme ouvrier agricole.
Entre janvier et avril 1917, après une violente dépression nerveuse, il est hospitalisé pour la première fois dans un hôpital psychiatrique de Pfäfers. Résigné, il retourne dans sa famille adoptive, qui a déménagé à Romanshorn, y restant pendant de courtes périodes, alternant ses retours à la maison avec des errances sans but, au cours desquelles il travaille comme fermier ou soigne des animaux dans les fermes. En 1919, après avoir agressé sa mère adoptive lors d'une dispute, il est expulsé de Suisse sur plainte. Il est envoyé en Italie, où il arrive le 9 août à Gualtieri, le lieu d'origine de son père Bonfiglio Laccabue. Cependant, ne sachant pas un mot d'italien, il s'enfuit pour tenter de rentrer en Suisse, mais est retrouvé et ramené à Gualtieri, où il vit de l'aumône. Plus tard, il continue, comme il l'a fait en Suisse, à mener une vie nomade, travaillant occasionnellement comme ouvrier sur les rives du Pô. Il commence alors à peindre ; l'expression artistique soulage ses angoisses, atténue ses obsessions et comble sa solitude.
Ce n'est qu'en 1928, grâce à la rencontre avec Renato Marino Mazzacurati, qui lui a appris l'utilisation des couleurs à l'huile, que Ligabue décide de se consacrer entièrement à la peinture et à la sculpture. En 1937, il est admis à l'hôpital psychiatrique de San Lazzaro à Reggio d'Émilie en raison de son état maniaco-dépressif, qui se traduit parfois par de violentes attaques contre lui-même (automutilation) ou contre les autres. Il retourne à deux reprises dans cet hôpital, du 23 mars 1940 au 16 mai 1941 et du 13 février 1945 au 6 décembre 1948. Après son deuxième séjour à l'hôpital, il est hébergé par le sculpteur Andrea Mozzali à Guastalla. Pendant la Seconde Guerre mondiale, il est interprète pour les troupes allemandes. En 1945, pour avoir frappé un soldat allemand avec une bouteille, il doit retourner pour la dernière fois à l'hôpital de Reggio d'Émilie. Après avoir quitté cet hôpital, il séjourne alternativement à l'hospice pour mendiants de Gualtieri ou dans la maison d'un ami.
À la fin des années 1940, les critiques commencent à manifester de l'intérêt pour ses œuvres. En 1957, Severo Boschi, du journal Il Resto del Carlino, et le photoreporter Aldo Ferrari lui rendent visite à Gualtieri : il en résulte un reportage dont les images sont encore célèbres. Dans les années 1950 débute sa période la plus prolifique avec ses premières expositions personnelles : en 1955 a lieu sa première exposition à Gonzaga, à l'occasion de la Fiera Millenaria (it). En 1961, une exposition est organisée à la galerie La Barcaccia à Rome, qui marque sa consécration nationale. Le 18 novembre 1962, l'artiste est frappé par une hémiparésie et, après avoir été soigné dans différents hôpitaux, il retrouve l'hospice pour mendiants de Gualtieri, où il décède le 27 mai 1965.
Antonio Ligabue est enterré au cimetière de Gualtieri et son masque mortuaire en bronze, réalisé par Andrea Mozzali, est placé sur sa pierre tombale.

## Style

### Peinture
Dans ses peintures, les sensations et les sentiments que l'artiste était incapable d'exprimer avec des mots trouvaient une expression. Il n'avait pas besoin de modèles grâce à sa mémoire visuelle hors du commun: tout ce qui lui tombait sous les yeux était enregistré, retravaillé et réutilisé en cas de besoin pour créer des scènes au fort pouvoir évocateur. Souvenirs d'enfance, paysages, épisodes du quotidien, films, cartes postales, livres font partie de son patrimoine iconographique. Ces sources d'inspiration se conjuguent à une connaissance plus « cultivée », acquise à partir d'estampes ou de publications d'art, des œuvres de Vincent van Gogh, Gustav Klimt, des Fauves et des expressionnistes allemands, avec qui certaines de ses peintures ont des analogies esthétiques et stylistiques incontestables.
Parmi les différents sujets, Ligabue préfère représenter des animaux, à la fois domestiques et exotiques, en situation de calme ou de tension (embuscades, agressions, bagarres) ; mais les scènes de la vie quotidienne (champs et labour), les paysages suisses, la chasse sont également fréquents dans ses peintures.
Les peintures réalisées par Ligabue entre la fin des années 1920 et 1930 ont une disposition assez simple. Les couleurs sont très diluées et ternes, les contours sont flous, et les sujets dominants sont toujours des animaux, mais représentés statiques et de profil.
À partir des années 1940, l'artiste se lance dans la production d'autoportraits, dans lesquels il se représente principalement dans une position presque frontale, le visage tourné vers la gauche et le regard tourné vers la droite, presque toujours demi-longueur, en accordant une attention particulière à la description des vêtements et à l'expressivité, en particulier des yeux.
La production picturale des années 1940 se caractérise également par un enrichissement de la palette de gammes de couleurs toujours plus vives : la couleur prend des connotations expressionnistes et le coup de pinceau devient plus riche. L'immobilité initiale laisse ainsi place à la représentation du mouvement. L'attention est de plus en plus concentrée sur la définition de l'image de premier plan, tandis que l'arrière-plan est rendu avec des touches de couleur.
Dans les années 1950, sa période la plus prolifique, l'utilisation de couleurs encore vives, violentes, expressionnistes devient plus libre et le contour sombre des personnages au premier plan devient plus évident, comme pour les détacher de l'arrière-plan. De plus, les autoportraits en pleine longueur deviennent plus courants.
Ligabue n'ayant pas daté ses œuvres, il est très difficile de cataloguer son travail.

### Sculpture
Parallèlement à sa production picturale, Ligabue a également produit des sculptures. Les sujets des œuvres sculpturales de l'artiste sont à nouveau des animaux, d'abord représentés statiques, puis de plus en plus rendus dans le mouvement et dans la description des détails.
En raison de la technique adoptée, cependant, beaucoup de sculptures de Ligabue ont été perdues. L'artiste, en effet, modelait ses sujets avec l'argile du Pô, rendue plus malléable par un long pétrissage ; il ne pratiqua la cuisson de l'argile, qui les aurait rendus moins périssables, que dans ses dernières années.

## Filmographie
- Salvatore Nocita, Ligabue (film, 1978)
- Salvatore Nocita, Antonio Ligabue: Fiction e realtà (documentaire, 2009)
- Giorgio Diritti, Je voulais me cacher (Volevo nascondermi, 2020)